# 亞庇國際機場
亚庇国际机场（英語：Kota Kinabalu International Airport），简称亚庇机场，位于马来西亚沙巴州亚庇市丹绒亚路甘拜园路，距离亚庇市区约为8公里。2013年旅客量达690萬，是东马最繁忙的民用机场，也是马来西亚第二繁忙的机场。

## 概要
機場最初為日本帝國陸軍的軍用機場，建造於第二次世界大戰期間。當時稱為哲斯頓飛行場（哲斯頓為亞庇舊名）。戰爭結束之前，機場受到盟軍多次猛烈的轟炸。
亚庇国际机场有一条主要跑道和一座航廈，T1航廈服务所有航空，包括亚洲航空、马來西亞之翼航空、马印航空、中国南方航空等国际航班和包机。机场航廈内设有货运站、餐馆、咖啡厅、免税店、精品店、海鲜店等商铺。

## 航廈

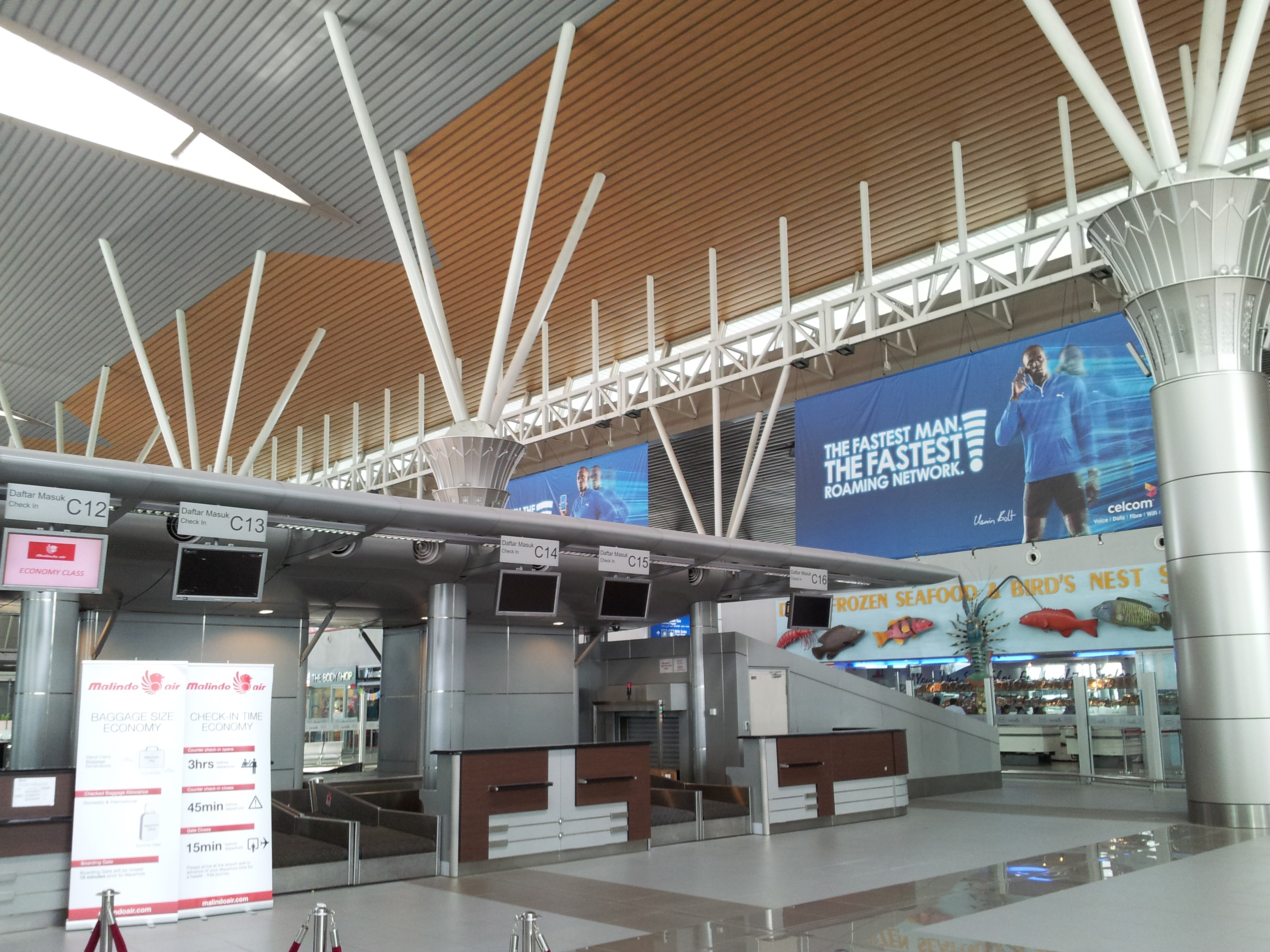
机场T1航廈
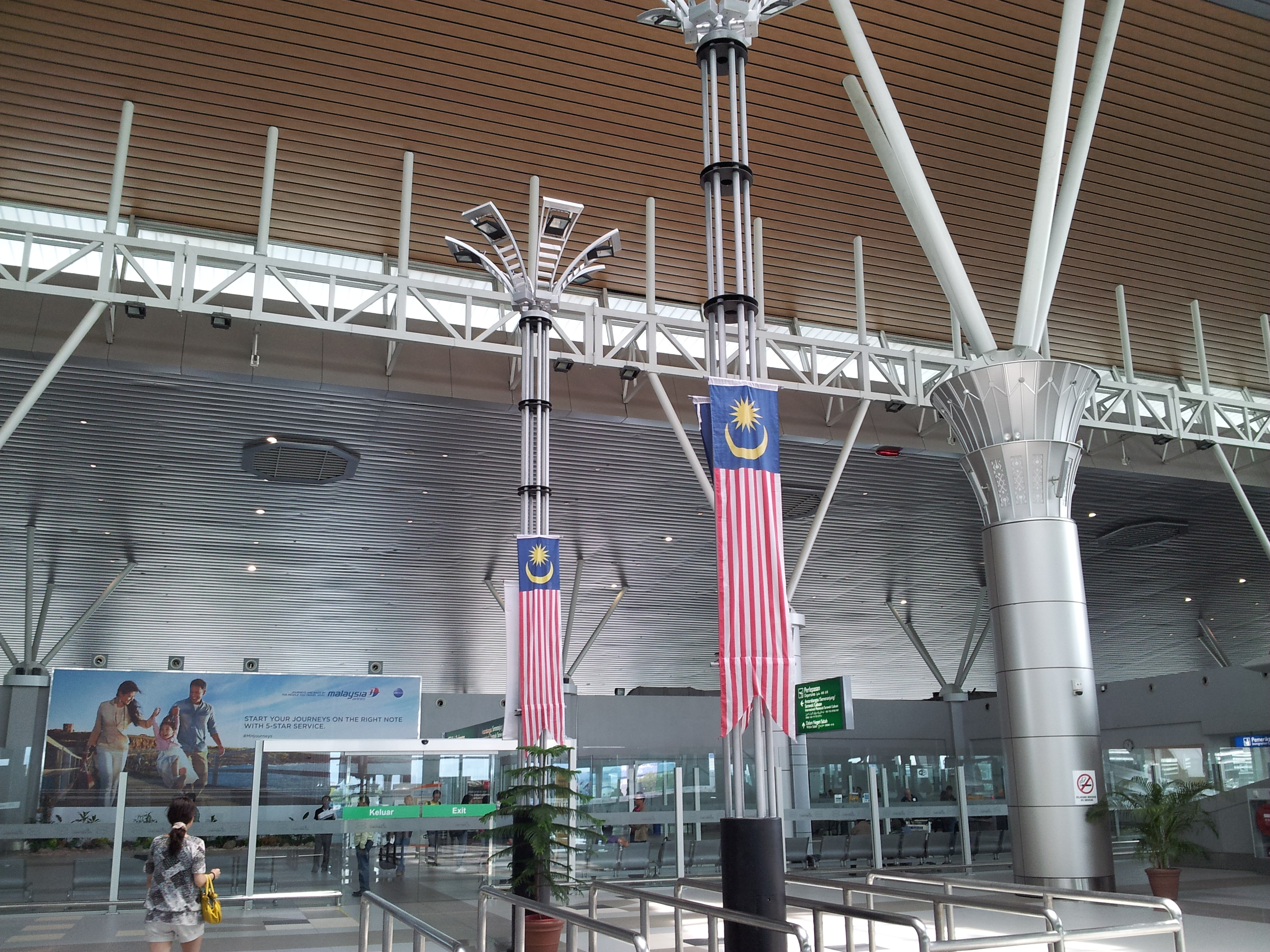
机场T1航廈

### 第一航廈
第一航廈是亚庇国际机场的主要航廈，该航廈可处理每年900万旅客的运量。配备的设施如下：
- 64个值机柜台（国际线与国内线）
- 2台托运行李X光扫描机及5台手提行李X光扫描机（3台为出境旅客使用，1台为专属贵宾使用，1台为工作人员使用）
- 36个出入境检查柜台（16个为出境用，20个为入境用）
- 6座行李领取转盘
- 3层楼（地面楼：迎客大厅；一楼：航空公司办公室；二楼：值机柜台与出境大厅）
- 9座登机桥
- 17个飞机停泊位（可停放广体及窄体客机）
- 1,400个停车位

### 旧航廈（T2航廈）
T2航廈是亚庇国际机场中的小型航廈，也称为“廉价航空航廈（LCCT）”，曾是亚洲航空的主要航廈，此航廈僅設有4个登机门。该航廈是亚庇国际机场早期使用的航廈，2001年改为廉價航空專用航廈。2006年，廉航航廈扩建工程开工，2007年新T2航廈落成。2016年，亚洲航空搬迁至T1航廈，此航廈关闭。

## 航空公司與航點

### 國內線
| 航空公司                        | 目的地                                                                    |
| ------------------------------- | ------------------------------------------------------------------------- |
| 马来西亚航空                    | 吉隆坡(國際延遠)                                                          |
| 馬來西亞航空 由馬航飛翼航空營運 | 纳闽、拿笃、老越，林梦、姆鲁                                              |
| 亚洲航空                        | 吉隆坡-國際、槟城、新山、哥打巴鲁、古晋、美里、民都鲁、诗巫、山打根、斗湖 |
| 馬印航空                        | 吉隆坡-國際                                                               |
| 飛螢航空                        | 斗湖、山打根、古晋、美里、槟城                                            |
| 全亚洲航空                      | 吉隆坡(國際延遠)                                                          |

### 國際線
| 航空公司       | 目的地                                                                                       |
| -------------- | -------------------------------------------------------------------------------------------- |
| 马来西亚航空   | 东京-成田                                                                                    |
| 亚洲航空       | 新加坡、香港、上海-浦東、北京-大興、广州、杭州、深圳、武汉、昆明、寧波、首爾-仁川、台北-桃園 |
| 馬印航空       | 季節性：成都-天府                                                                            |
| 汶莱皇家航空   | 斯里巴加湾市                                                                                 |
| 酷航           | 新加坡                                                                                       |
| 菲律宾亚洲航空 | 馬尼拉                                                                                       |
| 印尼亞洲航空   | 雅加達                                                                                       |
| 上海航空       | 上海-浦東                                                                                    |
| 中国南方航空   | 广州                                                                                         |
| 厦门航空       | 福州                                                                                         |
| 青岛航空       | 成都-天府                                                                                    |
| 香港快運航空   | 香港 (2025年11月27日復辦)                                                                    |
| 韓亞航空       | 季節性：首爾-仁川                                                                            |
| 真航空         | 首爾-仁川 季節性：釜山                                                                       |
| 釜山航空       | 季節性：釜山                                                                                 |
| 济州航空       | 首爾-仁川                                                                                    |
| 德威航空       | 首爾-仁川 季節性：濟州                                                                       |

## 交通

### 出租车
亚庇有两种类型出租车，分别是普通出租车和机场出租车，机场出租车为白色，从机场只能选择搭机场出租车到各目的地。从目的地搭出租车前往机场可以选择普通出租车。

### 机场巴士
机场航廈抵达区外设有机场巴士柜台，机场巴士分别有两个站，分别为机场航廈和亚庇市区（亚庇独立操场旁的公交站）。

## 消防及拯救
亚庇国际机场目前拥有62名消防及拯救人员轮流值勤以及5辆消防车，包括轻型RIV及可喷射4升水的CRASH 2消防车。该机场扩建后将至少添购一辆消防车及增加人手。

## 保安
258名普通行动部队警员24小时轮班驻守亚庇国际机场和第二终站，以加强机场内保安措施及应付未来可能发生的种种状况。

## 重大事故
- 1976年6月6日－下午3时，一架小型飞机诺曼型（Nomad）从森布兰（Sembulan）到亚庇机场时突然堕下，机上共有11名搭客包括前任沙巴首席部长及多名部长不幸罹难。这是沙巴历史上最严重的飞机坠毁事故，被称为“双六空难”。
- 2004年11月8日－一架从吉隆坡飞往亚庇的亚洲航空波音737客机于当天下午5时着陆时冲出跑道，机上111乘客及5名机员有惊无险，只有一名妇女与5岁女童因碰擦轻伤。
- 2005年12月14日－晚上10:30，一架亚航客机因降落跑道时飞机左边2个轮胎突然爆裂，因此机场暂时关闭数小时。所幸飞机师成功控制整架飞机，机上所有130名乘客安全无事。
- 2008年7月5日－一架飞往马尼拉的马航MH702当天中午在机场停机坪因遭到机场一架运送食物之车辆撞及左边机翼部份受损，使该航班宣布取消。